# Нешперал
Нешперал (порт. Nesperal)  —  район (фрегезия) в Португалии,  входит в округ Каштелу-Бранку. Является составной частью муниципалитета  Сертан. По старому административному делению входил в провинцию Бейра-Байша. Входит в экономико-статистический  субрегион Пиньял-Интериор-Сул, который входит в Центральный регион. Население составляет 335 человек на 2001 год. Занимает площадь 7,74 км².
Покровителем района считается Симон Кананит (порт. São Simão). 